# Okieïta
La okieïta és un mineral de la classe dels fosfats. El nom correspon a Craig ("Okie") Howell, de Naturita, Colorado.

## Característiques
La okieïta és un vanadat de fórmula química Mg₃[V10O28]·28H₂O. Va ser aprovada com a espècie vàlida per l'Associació Mineralògica Internacional l'any 2018. Cristal·litza en el sistema triclínic. La seva duresa a l'escala de Mohs és 1,5.
Les mostres que van servir per a determinar l'espècie, el que es coneix com a material tipus, es troben conservats a les col·leccions mineralògiques del Museu d'Història Natural del Comtat de Los Angeles, a Los Angeles (Califòrnia) amb els números de catàleg: 66784 i 66785 (mina Burro), i 66786 (mina Hummer).

## Formació i jaciments
Va ser descrita a partir de mostres recollides en dos indrets de l'estat de Colorado, als Estats Units: la mina Hummer, a la vall de Paradox (comtat de Montrose), i a la mina Burro, al districte miner de Slick Rock (comtat de San Miguel). Posteriorment també ha estat descrita a la mina Vanadium Queen, a la localitat de La Sal (comtat de San Juan, Utah, EUA). Aquests tres indrets són els únics de tot el planeta on ha estat descrita aquesta espècie mineral.